# Stamhuset Frisenvold
Stamhuset Frisenvold blev oprettet 1731 af Christian Ditlev lensgreve Reventlow. 
Det bestod af Frisenvold, Løjstrup og Kalø, og forøgedes 1744 
med Brusgård.  Stamhuset blev ophævet i 1798.